# Partners (film, 1982)
Pour plus de détails, voir Fiche technique et Distribution.
Partners est un film américain réalisé par James Burrows, sorti en 1982.

## Fiche technique
- Titre : Partners
- Réalisation : James Burrows
- Scénario : Francis Veber
- Photographie : Victor J. Kemper
- Musique : Georges Delerue
- Société de production : Paramount Pictures
- Pays d'origine :  États-Unis
- Durée : 93 minutes
- Dates de sortie :
  - États-Unis : 30 avril 1982
  - France : 16 février 1983

## Distribution
- Ryan O'Neal (VF : Bernard Murat) : le sergent Benson
- John Hurt (VF : Bernard Tiphaine) : Kerwin
- Kenneth McMillan (VF : Jacques Dynam) : le commissaire Wilkins
- Robyn Douglass (VF : Perrette Pradier) : Jill
- Jay Robinson : Halderstam
- Denise Galik : Clara
- Joseph R. Sicari (VF : Francis Lax) : Walter
- Michael McGuire : Monroe
- Rick Jason (VF : Jean-Claude Michel) : Douglas
- James Remar (VF : Michel Paulin) : Edward K. Petersen
- Jennifer Ashley (VF : Monique Thierry) : la secrétaire
- Darrell Larson (VF : Bernard Jourdain) : Al
- Seamon Glass (VF : Georges Atlas) : Gillis
- Gene Ross (VF : Antoine Marin) : le policier qui apporte des clefs à Benson
- Iris Alhanti (VF : Béatrice Delfe) : la joggeuse